# Хилл, Артур Эдвин
Артур Эдвин Хилл (англ. Arthur Edwin Hill, 9 января 1888, Бирмингем, Уорикшир — 5 июня 1966, Хоршам, Западный Суссекс) — британский ватерполист, полевой игрок. Олимпийский чемпион 1912 года.

## Биография
Артур Хилл родился 9 января 1888 года в британском городе Бирмингем в Англии.
Играл в водное поло за «Астон». Представлял графства Стаффордшир (1908—1913), Суссекс (1923—1927), Кент (1928), Нью-Йоркский легкоатлетический клуб (1922).
В 1912 году вошёл в состав сборной Великобритании по водному поло на летних Олимпийских играх в Стокгольме и завоевал золотую медаль. Играл в поле, провёл 3 матча, забил 3 мяча (два в ворота сборной Бельгии, один — Швейцарии). Был самым молодым игроком команды.
Участвовал в Первой мировой войне, входил в Канадский экспедиционный корпус, был его чемпионом по плаванию.
Был вице-президентом клуба «Плейстоу», который в сезоне-1928/29 стал чемпионом Англии по водному поло.
По профессии был серебряных дел мастером. Также занимался предпринимательством: в 1930-х годах вместе с женой Марджори управлял пабом «Вудман» в Лондоне.
Умер 18 октября 1959 года.

## Семья
Был младшим из восьми детей в семье Анны и Джеймса Хилла, хозяина гостиницы в Бирмингеме.

## Память
Форма, трофеи, фотографии и архив Артура Хилла хранятся в музее в Хоршеме.